# HK ZSKA Moskau
Der HK ZSKA Moskau (Hockey Klub Zentraler Sportklub der Armee Moskau, russisch ХК ЦСКА Москва) ist der aus der Eishockeyabteilung des ZSKA Moskau hervorgegangene Eishockeyclub aus der russischen Hauptstadt Moskau.

## Geschichte
Die Eishockeymannschaft von ZSKA Moskau wurde im Jahre 1946 gegründet und war die dominierende Mannschaft in der sowjetischen Eishockeyliga, in die talentierte Spieler aus der gesamten Sowjetunion „delegiert“ wurden.

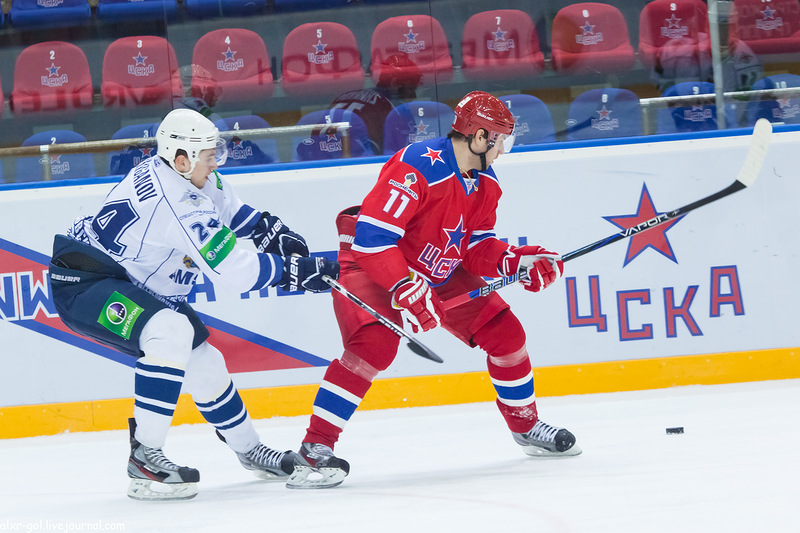
Spielszene aus der Saison 2012/13 – Igor Oschiganow (links) von Amur Chabarowsk gegen Wladimir Scharkow von ZSKA

Der Club gewann die sowjetische Meisterschaft 32-mal: 1948 bis 1950, 1955, 1956, 1958 bis 1961, 1963 bis 1966, 1968, 1970 bis 1973, 1975 und 1977 bis 1989. Der Klub war zu Zeiten der Sowjetunion die Kaderschmiede für die besten Eishockeyspieler des Landes, weshalb die Nationalmannschaft häufig zum größten Teil aus Spielern von ZSKA Moskau bestand. Berühmte Spieler und Trainer (einige sind Mitglieder der Hockey Hall of Fame) waren Waleri Charlamow, Wjatscheslaw Fetissow, Wladimir Krutow, Wladislaw Tretjak, Sergei Makarow, Igor Larionow, Wjatscheslaw Bykow, Andrei Chomutow und Sergei Fjodorow.
ZSKA nahm oft am Spengler Cup teil und gewann diesen 1991 auch. Den Europapokal gewann das Team zwischen 1965 und 1996 insgesamt 20 Mal, davon 13 Mal in Folge.
Nach dem Zerfall der Sowjetunion verlor der ZSKA seine dominante Stellung im russischen Eishockey. Trotz der schwierigen Zeiten bildete der Armeeklub weiterhin junge Talente aus, unter anderem Pawel Bure. Ab etwa 1992 begann das schwarze Jahrzehnt des ZSKA, welches von Geldmangel, dem Zusammenbruch des Teams, einem Konflikt zwischen Tichonow und Guschin mit dem Chef des ZSKA-Sportklubs Alexander Baranowski, der Spaltung des ZSKA in zwei Teams, sportlichem Misserfolg und mehreren Gerichtsprozessen geprägt war. Die Phase endete 2002 mit dem Zusammenschluss der beiden ZSKA-Mannschaften und einer finanziellen Stabilisierung des Eishockeyklubs.
Vor Beginn der Saison 1992/93 verließen alle Führungsspieler des ZSKA den Klub. Aufgrund des Zusammenbruchs der post-sowjetischen Wirtschaft konnte das Verteidigungsministerium der Russischen Föderation das Profiteam des ZSKA nicht mehr finanzieren, so dass Ausrüstungsgegenstände und Trikots Mangelware waren. Teile der Eishockeyarena wurden an Firmen als Büros vermietet und im Keller des ZSKA-Sportpalastes wurde ein Striptease-Klub betrieben. Am Ende der Saison 1992/93 belegte das Team den vorletzten Platz in der GUS-Meisterschaft. 
Im Herbst 2011 wurde der Klub vom staatlichen Energiekonzern Rosneft gekauft, nachdem Präsident Wladimir Putin diese Übernahme stark befürwortet hatte. Damit war der Klub erstmals in seiner Geschichte nicht mehr dem Verteidigungsministerium unterstellt.
Im Sommer 2012 wurde Sergei Fjodorow General Manager des Vereins und erhielt den Auftrag, das Team neu aufzubauen. Um an alte Erfolge anknüpfen zu können, wurde im Sommer 2013 der halbe Kader ausgetauscht und Topspieler wie Alexei Morosow, Oleg Saprykin, Ilari Filppula und Nikita Saizew verpflichtet. Zudem wurde mit John Torchetti ein kanadischer Trainer verpflichtet.
In der Saison 2014/15 gewann der ZSKA unter dem neuen Trainer Dmitri Kwartalnow als punktbeste Mannschaft der KHL-Hauptrunde den ersten nationalen Titel seit 1989, den Kontinental-Pokal und damit verbunden den russischen Meistertitel. In der Saison darauf wurde dieser Erfolg wiederholt.
Im Jahr 2019 gewann man erstmals den Gagarin-Pokal, nachdem das Team schon die reguläre Saison für sich entschieden hatte.

## Erfolge

Früheres Logo

Logo in den 2010er Jahren

- Sowjetischer Meister (32 Titel): 1948, 1949, 1950, 1955, 1956, 1958, 1959, 1960, 1961, 1963, 1964, 1965, 1966, 1968, 1970, 1971, 1972, 1973, 1975, 1977, 1978, 1979, 1980, 1981, 1982, 1983, 1984, 1985, 1986, 1987, 1988, 1989
- Russischer Meister (5 Titel): 2015, 2016, 2019, 2020, 2022
- Gagarin-Pokal (3 Titel): 2019, 2022, 2023
- Sowjetischer Pokalsieger (11 Titel): 1954, 1955, 1961, 1966, 1967, 1968, 1969, 1973, 1977, 1979, 1988
- Europapokal (20 Titel): 1969, 1970, 1971, 1972, 1973, 1974, 1976, 1978, 1979, 1980, 1981, 1982, 1983, 1984, 1985, 1986, 1987, 1988, 1989, 1990
- Spengler Cup (1 Titel): 1991

## Trainer seit 1946
- 1946–1947: Pawel Korotkow
- 1947–1960: Anatoli Tarassow
- 1960–1961: Alexander Winogradow
- 1961: Jewgeni Babitsch
- 1961–1963: Anatoli Tarassow
- 1963–1964: Boris Kulagin
- 1964–1972: Anatoli Tarassow
- 1972: Boris Kulagin
- 1972–1975: Anatoli Tarassow
- 1975–1977: Konstantin Loktew
- 1977–1996: Wiktor Tichonow
- 1996–1998: Alexander Woltschkow
- 1998–2000: Boris Michailow
- 2001: Wladimir Krutow
- 2001–2002: Irek Gimajew
- 2002: Wladimir Semjonow
- 2002–2004: Wiktor Tichonow
- 2004–2009: Wjatscheslaw Bykow
- 2009–2011: Sergei Nemtschinow
- 2011–2012: Július Šupler
- Mai–Dez. 2012: Waleri Bragin
- Dez. 2012–2013: Wjatscheslaw Buzajew
- 2013–2014: John Torchetti
- 2014–2017: Dmitri Kwartalnow
- 2017–2021: Igor Nikitin
- seit 2021: Sergei Fjodorow